# Треккинговые ботинки

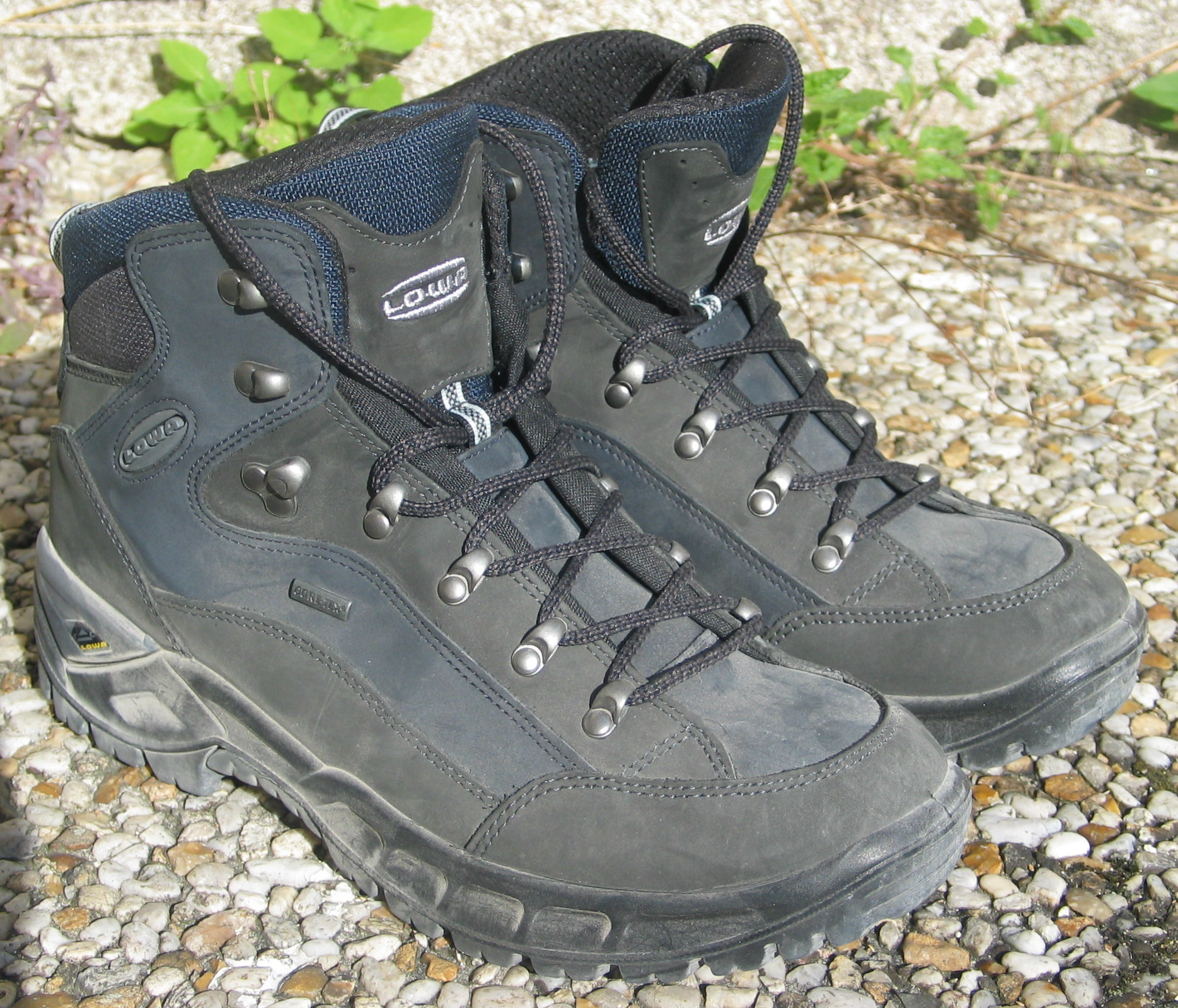
Современные треккинговые ботинки

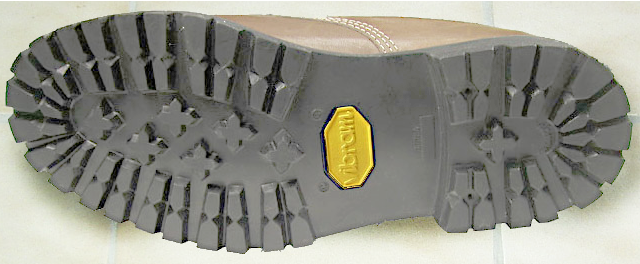
Подошва Vibram

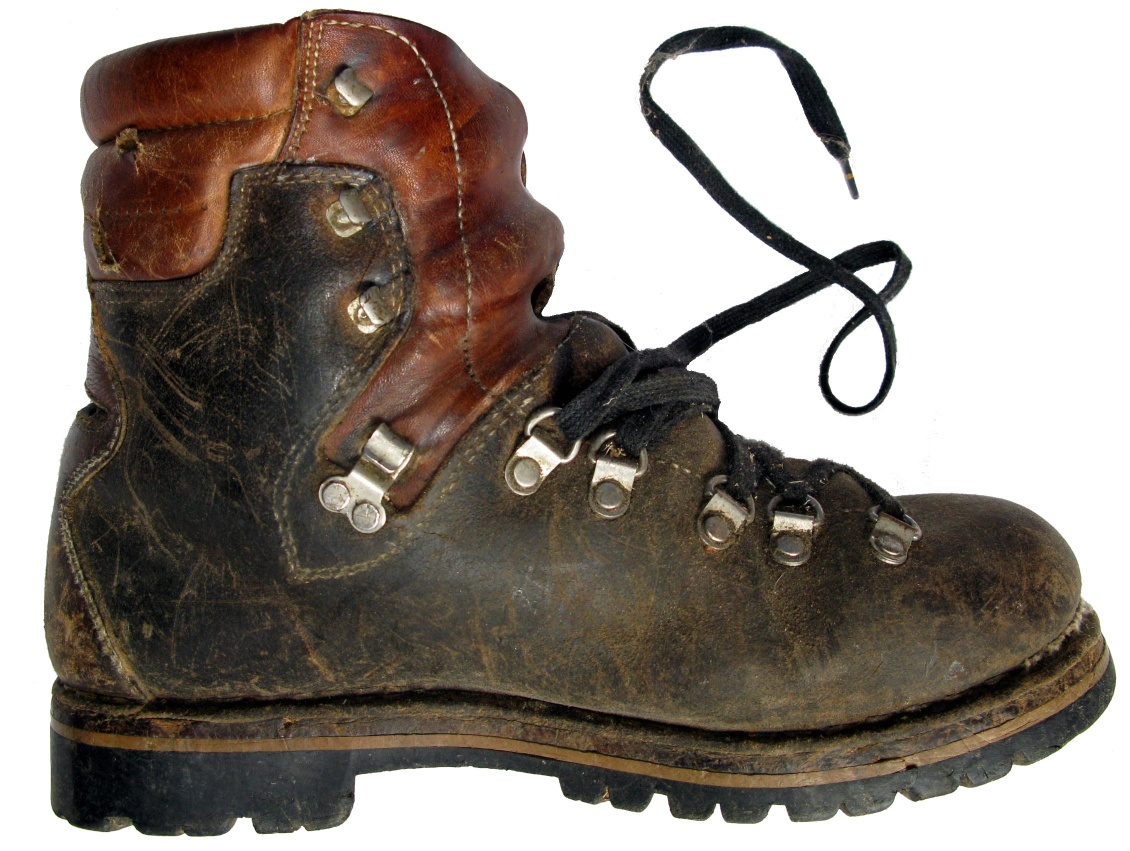
Тяжёлый горный ботинок из кожи, Австрия (1982)

Тре́ккинговые ботинки (англ. trekking boots — «походные ботинки») — вид обуви, предназначенный для ходьбы вне дорог с твёрдым покрытием, по неровному естественному рельефу. Применяются в спортивном туризме в походах по равнинной и горной местности, но в отдельных случаях могут использоваться и в других областях (охота, рыбная ловля, тушение лесных пожаров). В английском языке для обозначения данного вида обуви используются термины hiking boots и backpacking boots.
Не следует путать треккинговые ботинки с альпинистскими (mountaineering boots). Последние предназначены для технически сложного альпинизма и значительно менее удобны для длительной ходьбы и использования в традиционных пеших походах.
Первые треккинговые ботинки имели гладкую кожаную подошву. В первой половине XX века для улучшения сцепления на скользких травянистых (или снежных) склонах также нередко применялись ботинки с металлическими набойками (трикони). Начиная с 1950-х годов подобные ботинки постепенно вытеснялись туристической обувью более современной конструкции, снабжённой резиновой подошвой с глубоким, хорошо развитым протектором.
Одной из первых фирм, начавшей массовое производство подобных резиновых подошв, стала итальянская фирма Vibram. Она и по сей день является одним из главных мировых производителей, и её имя стало во многом нарицательным. Уже в конце 50х годов, в среде советских туристов туристические ботинки с развитым протектором чаще всего так и назывались — «вибрамы». Впрочем, в настоящее время это название употребляется всё реже.
Отличительными особенностями треккинговых ботинок по сравнению с обычной обувью являются:
- обеспечение лучшего сцепления на скользкой глинистой, рыхлой или каменистой поверхности;
- фиксация голеностопа, уменьшающая вероятность его подворачивания на неровностях;
- частичная защита ног от падения камней и наступания на их острые грани;
- высокая износоустойчивость.

Современная треккинговая обувь по своему назначению делится на 3 ключевых вида:
- Треккинговые кроссовки — низкая обувь, не закрывающая голеностопный сустав, предназначенная для ходьбы по несложным лесным и горным тропам.
- Лёгкие треккинговые ботинки — более высокая обувь, слегка поддерживающая голеностопный сустав, и позволяющая комфортно совершать длительные многодневные путешествия с тяжёлым рюкзаком.
- Тяжёлые треккинговые ботинки — самый высокий и жёсткий вид треккинговой обуви. Обеспечивает наиболее сильную поддержку голеностопа, и применяется при сложных путешествиях с большим весом рюкзака или очень неровным рельефом.

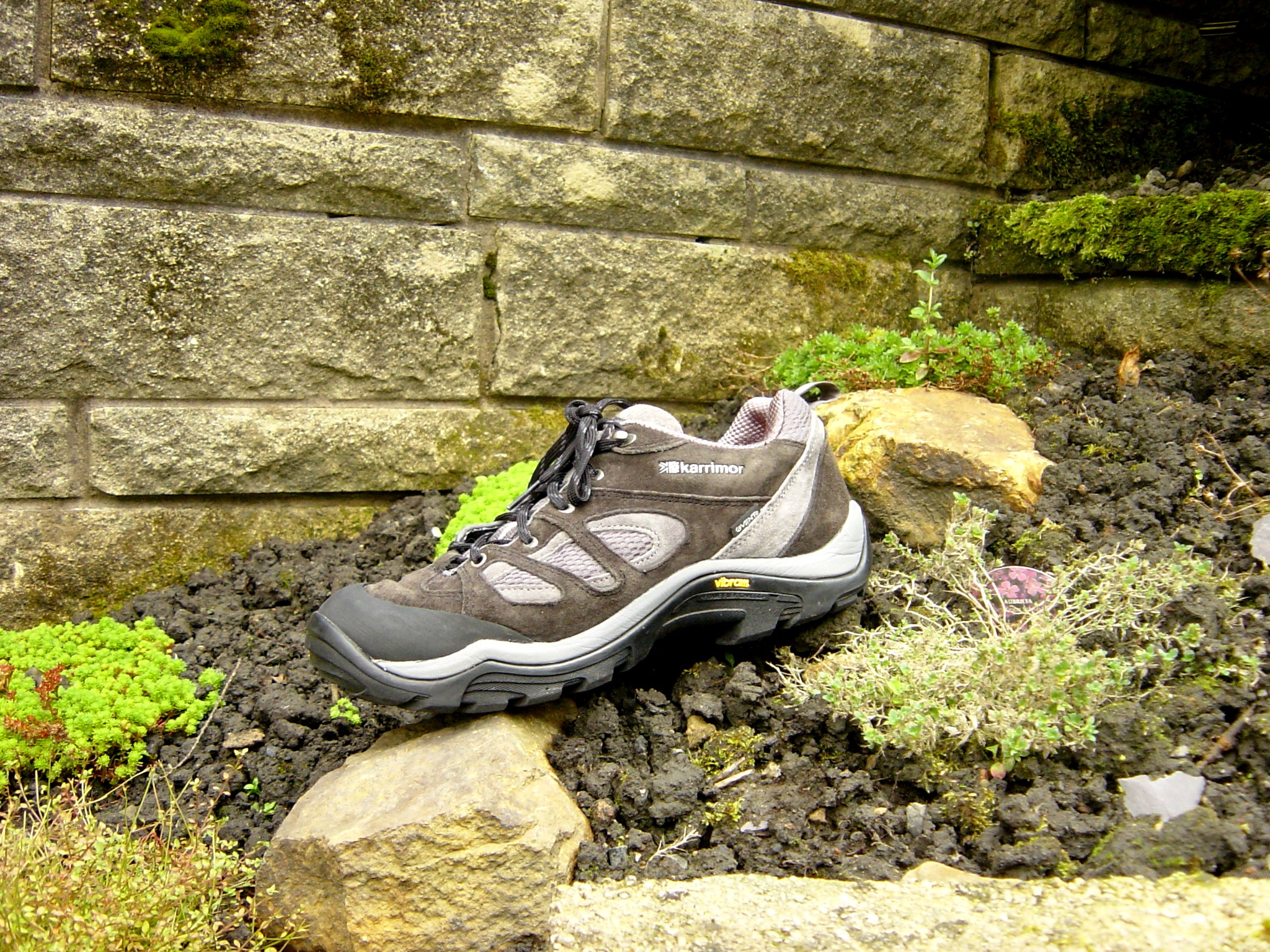
Треккинговые кроссовки
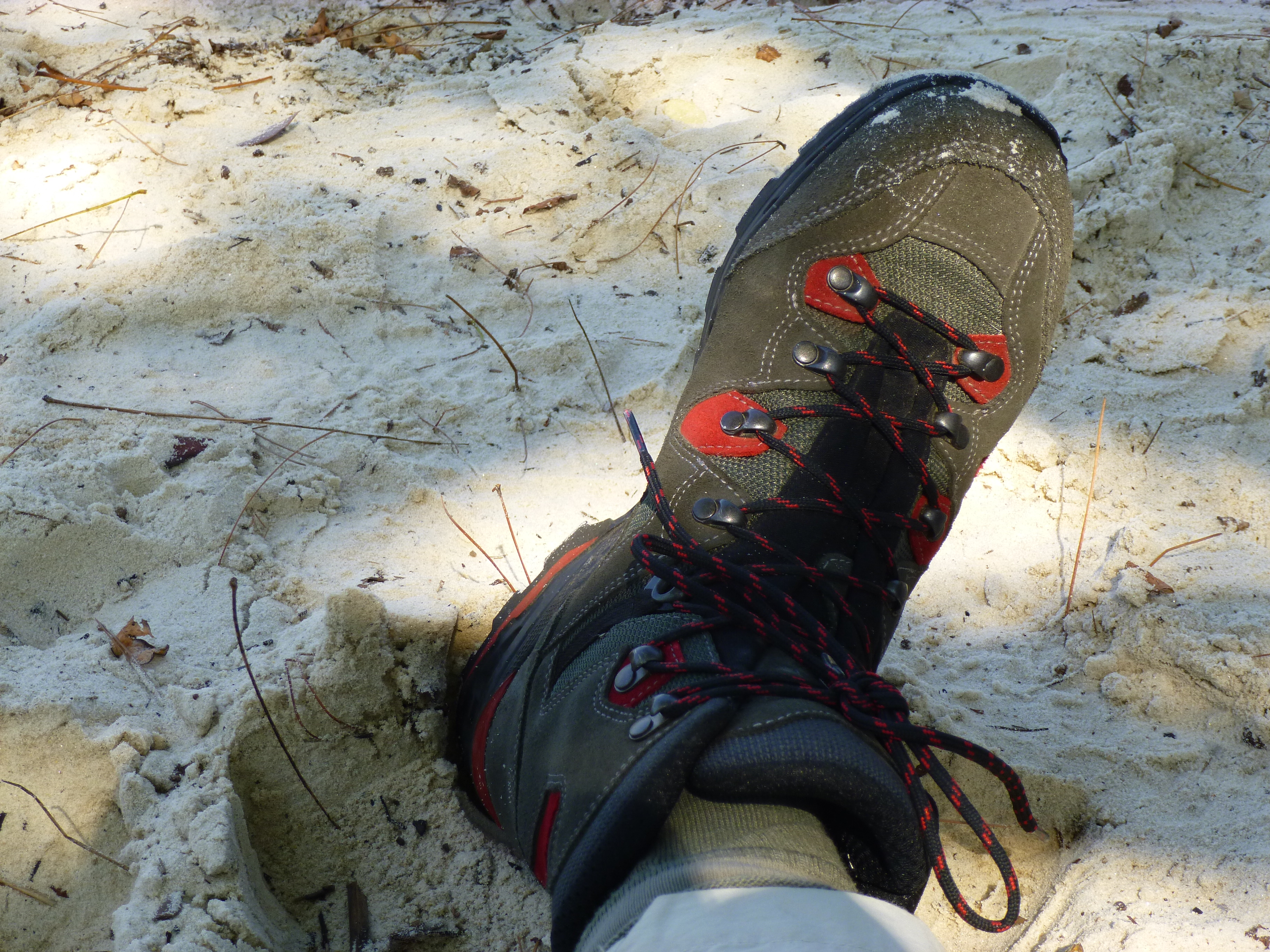
Лёгкие треккинговые ботинки (с частично тканевым верхом)
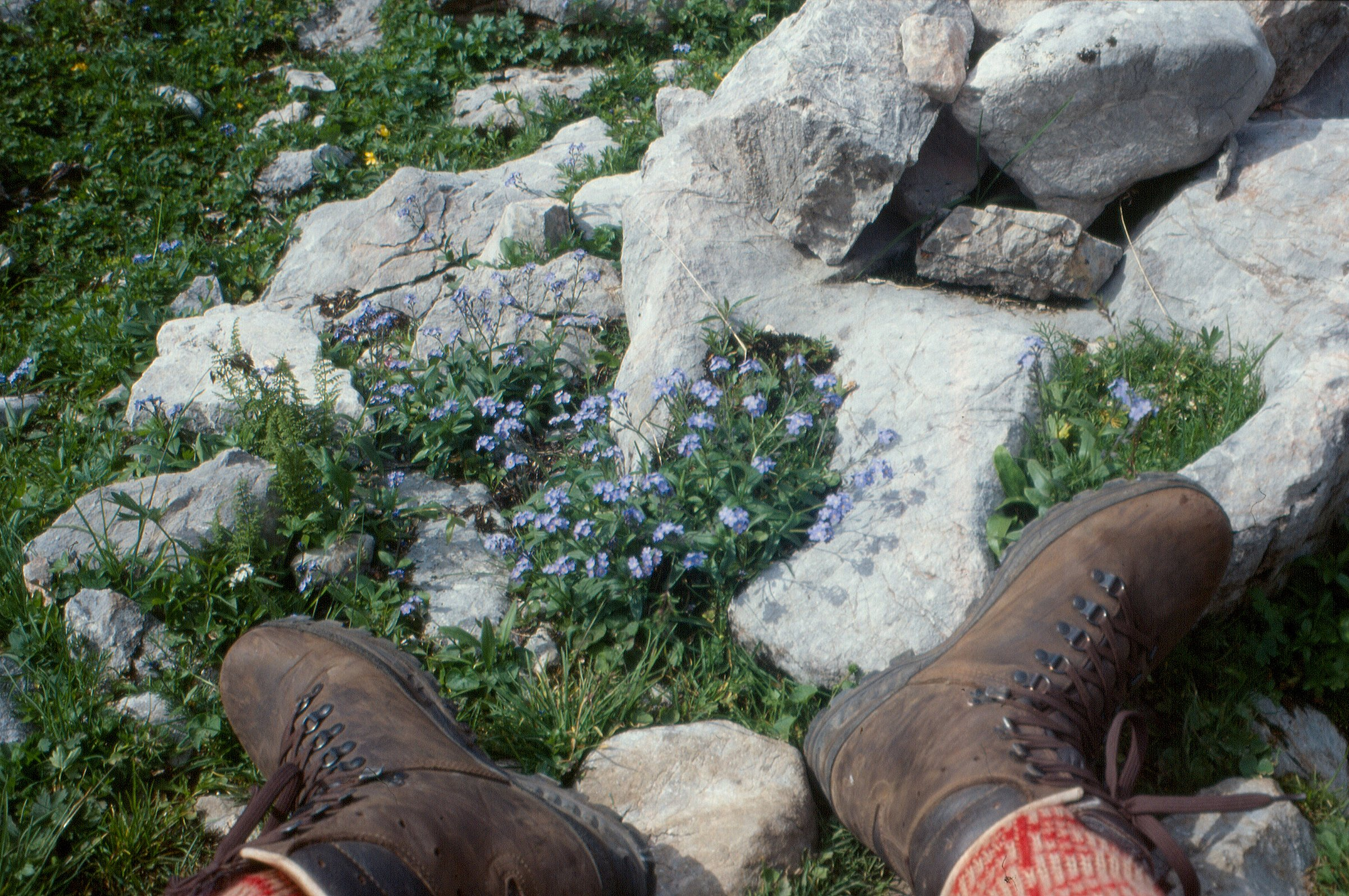
Тяжёлые треккинговые ботинки (полностью из толстой кожи)

В настоящее время при производстве треккинговых ботинок широко применяются мембранные материалы (Gore-Tex или аналогичные). Из мембранных тканей изготавливается внутренняя подкладка ботинка, не позволяющая внешней влаге от дождя или мокрой травы проникать во внутреннее пространство обуви, и в то же время сохраняет возможность ноги в ботинке в определённой степени вентилироваться.
Для ухода за кожей первых треккинговых ботинок активно применялась их пропитка касторовым маслом или смальцем. В настоящее же время производители треккинговой обуви не рекомендуют применять любые растительные или животные жиры. Вместо этого рекомендуется использовать современные комбинированные пасты на базе воска или силикона.